# Silent Miracles
Silent Miracles EP je njemačkog power metal sastava Gamma Ray. Objavljen je 7. veljače 1996. godine.

## Popis pjesama
| 1.    | »Miracle«              | Kai Hansen         | Hansen             | 7:20 |
| 2.    | »Farewell«             | Dirk Schlächter    | Schlächter         | 5:11 |
| 3.    | »The Silence '95«      | Hansen             | Hansen             | 6:26 |
| 4.    | »A While In Dreamland« | Schlächter, Hansen | Schlächter, Hansen | 4:18 |
| 23:16 |                        |                    |                    |      |

## Zasluge
Gamma Ray
- Thomas Nack – bubnjevi
- Jan Rubach – bas-gitara
- Kai Hansen – vokal, gitara,  produkcija
- Dirk Schlächter – gitara, klavijatura, produkcija

Dodatni glazbenici
- Hansi Kürsch – vokal (na pjesmi "Farewell")
- Sascha Paeth – klavijature